# Балканика (литературна награда)
Наградата „Балканика“ е международна литературна награда за писатели от Балканите.
Идеята се ражда през 1995 г. на „Рациновите срещи“ в Северна Македония. В учредяването участват издатели от Северна Македония, Гърция, Албания, Турция, България, Съюзна република Югославия (Сърбия и Черна гора) и Румъния. На 3 юни 1996 г. в Скопие, Северна Македония издателствата на 6 балкански страни – „Култура“ (Северна Македония), „Библиотека 49“ (България), „Кедрос“ (Гърция), „Фоно“ (Турция), „Народна книга“ (СР Югославия) и „Ориент оксидент“ (Румъния) регистрират Фондация „Балканика“ със седалище в София, столицата на България.
Номинациите се извършват от национални журита, а изборът на лауреат е предоставен на общо балканско жури, което всяка година заседава в различна балканска страна.
Творбите на номинираните за наградата автори се превеждат на всички балкански езици, а също и на френски и английски език, за да бъдат прочетени от общото жури, в което членува по един представител на всяка балканска страна.
За първи път наградата е връчена през 1997 г. в Охрид на сръбския писател Давид Албахари за романа „Стръв“.

## Лауреати
- 1997 – Давид Албахари, Сърбия, за романа „Стръв“
- 1998 – Антон Дончев, България, за романа „Странният рицар на свещената книга“
- 1999 – Никос Баколас, Гърция, за „Свят на честта“
- 2000 – Василе Андру, Румъния, за романа „Небесни птици“
- 2001 – Венко Андоновски, Северна Македония, за романа „Пъпът на света“
- 2002 – Фатос Конголи, Албания, за „Сънят на Дамокъл“[2]
- 2003 – Айфер Тунч, Турция, за „Тези нещица от 70-те години“
- 2004 – Димитър Шумналиев, България, за сборника с разкази „Влюбени разкази“[3]
- 2005 – Маро Дука, Гърция, за романа „Невинни и виновни“[4]
- 2006 – Ташин Юкчел, Турция
- 2007 – Владислав Баяц, Сърбия
- 2008 – Сема Кайкузус, Турция, за романа „Смъртта на религиите“
- 2009 – срещата на учредителите се отлага поради смъртта на двама от тях[5]
- 2010 – Исмаил Кадаре, Албания за романа „Прокудените“[6]
- 2011 – Александър Прокопиев, Северна Македония за „Хомонколос“[6]
- 2012 – Недим Гюрсел, Турция, за романа „Червеният ангел“[6]
- 2013 – Здравка Евтимова, България, за сборника „Пернишки разкази“[6]
- 2014 – Христос Хрисопулос, Гърция, за книгата „Лампа между зъбите“[6]
- 2015 – Башким Шеху, Албания, за романа „Играта, падането от небето“[6]
- 2016 – Мурат Озиашар, Турция, за книгата „Черен хумор“[6]